# Siennik

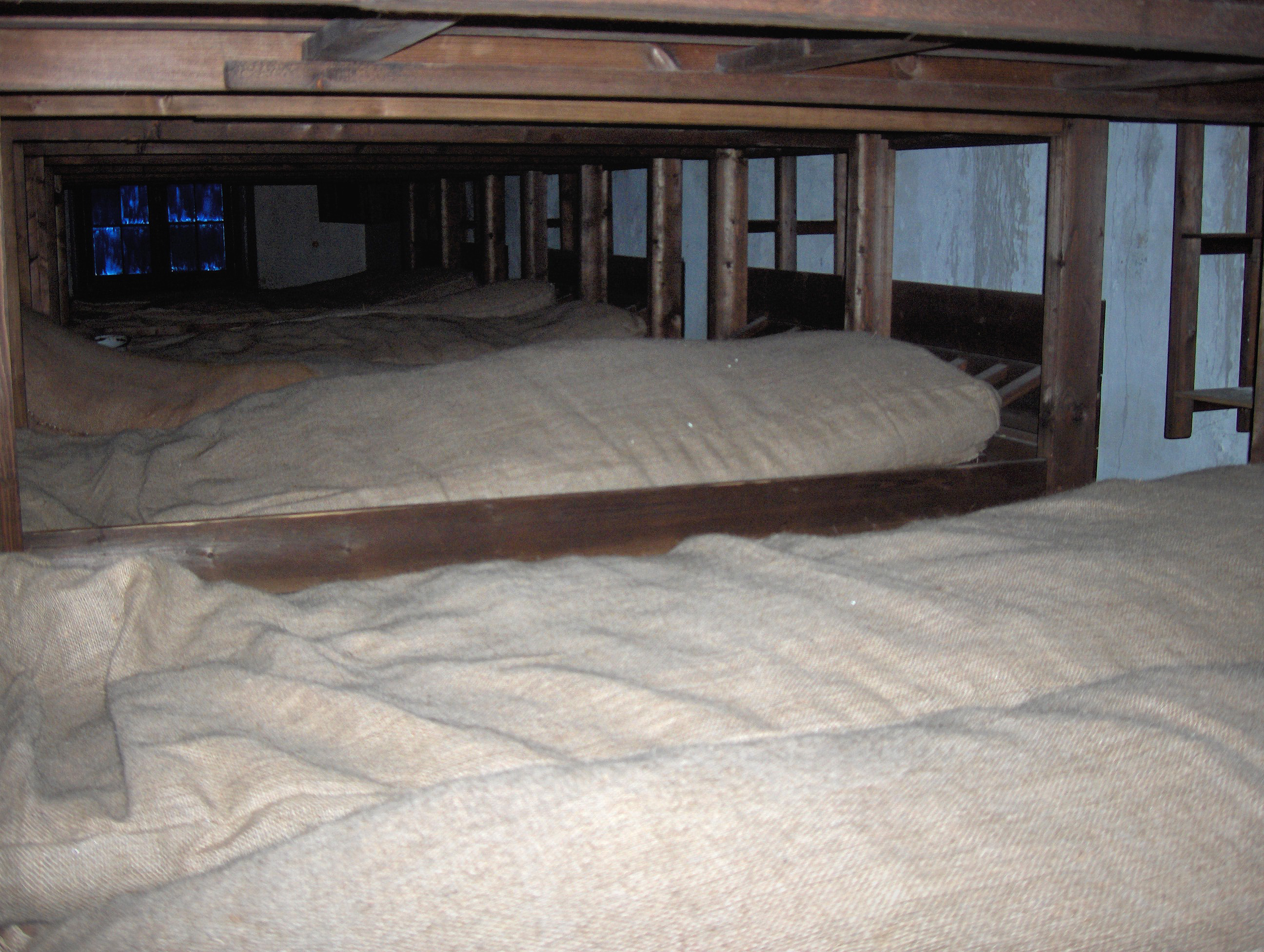
Sienniki na pryczach w Forcie Breendonk w Belgii

Siennik – duży płócienny worek wypchany słomą lub sianem służący jako materac. 
Polski działacz niepodległościowy Karol Levittoux aresztowany przez władze rosyjskie w 1841 i osadzony w Cytadeli Warszawskiej, popełnił samobójstwo podpalając swój siennik.